# Polany (gmina w województwie rzeszowskim)
Polany – dawna gmina wiejska istniejąca w latach 1934–1954 w woj. lwowskim i rzeszowskim (dzisiejsze woj. podkarpackie). Siedzibą władz gminy były Polany.
Gmina zbiorowa Polany została utworzona 1 sierpnia 1934 roku w powiecie krośnieńskim w woj. lwowskim z dotychczasowych jednostkowych gmin wiejskich: Ciechania, Huta Polańska, Myscowa, Olchowiec i Polany. Podczas wojny w Landkreis Jaslo. Po wojnie gmina znalazła się w powiecie krośnieńskim w nowo utworzonym woj. rzeszowskim. Według stanu z dnia 1 lipca 1952 roku gmina składała się z 5 gromad: Ciechania, Huta Polańska, Myscowa, Olchowiec i Polany. 
Gmina została zniesiona 29 września 1954 roku wraz z reformą wprowadzającą gromady w miejsce gmin. Jednostki nie przywrócono 1 stycznia 1973 roku po reaktywowaniu gmin.